# Søren Marinus Jensen
Søren Marinus Jensen (Skødstrup, 5 maggio 1879 – 6 gennaio 1965) è stato un lottatore danese.
Ha vinto quattro medaglie olimpiche nella lotta greco-romana. In particolare ai Giochi olimpici intermedi svoltisi ad Atene nel 1906 ha vinto due medaglie d'oro, una nella categoria pesi massimi e una nella categoria generale; alle Olimpiadi di Londra 1908 ha ottenuto una medaglia di bronzo nella categoria pesi massimi, mentre alle Olimpiadi di Stoccolma 1912 ha ottenuto un altro bronzo nella categoria pesi massimi.

## Palmarès
- Giochi olimpici estivi

Londra 1908: bronzo nei pesi massimi;
Stoccolma 1912: bronzo nei pesi massimi;
- Giochi olimpici intermedi

Atene 1906: oro nei pesi massimi; oro nella categoria generale;
- Mondiali

Berlino 1905: oro nei pesi massimi;
Düsseldorf 1910: bronzo nella categoria -85 kg;
- Europei

Budapest 1911: argento nella categoria -93 kg;